# Comités de Defensa de la República
Los Comités de Defensa de la República (en catalán: Comitès de Defensa de la República, abreviado CDR) —anteriormente denominados Comités de Defensa del Referéndum— son grupos activistas organizados surgidos en Cataluña (España) en 2017 con el objetivo inicial de facilitar la realización del referéndum de independencia del 1 de octubre (1-O), suspendido por el Tribunal Constitucional. 
Las asambleas aglutinaban miembros de entidades, particulares y personajes públicos de distintos ámbitos.
Tras el referéndum, adoptaron el nuevo objetivo de luchar por el cumplimiento de su resultado y la proclamación de la República Catalana, en un principio desde la estrategia de la desobediencia civil pacífica y no violenta, pese a que dichas organizaciones han sido consideradas posteriormente como violentas, y han protagonizado numerosos episodios de incidentes y disturbios.
Algunos de sus miembros fueron detenidos bajo la acusación de delitos como terrorismo y rebelión en diversas operaciones llevadas a cabo por la Guardia Civil en 2018 y 2019. Aunque todos los detenidos fueron puestos en libertad entre finales de 2019 y 2020 por la justicia, el 3 de noviembre de 2023 comenzó en la Audiencia Nacional el juicio contra 12 de ellos acusados de pertenencia a organización terrorista y tenencia de explosivos.

## Estructura
En abril de 2018, los CDR dijeron contar con unas 285 asambleas locales, de barrio y sectoriales, la gran mayoría en territorio de Cataluña, pero también en las Islas Baleares y Comunidad Valenciana. Según la comunicación de los CDR, su estructura es transversal y pretende aglutinar todo el abanico ideológico independentista, desde militantes del PDeCAT hasta libertarios, así como personas de diferentes edades y procedencia.
Las asambleas locales funcionan de forma autónoma y asamblearia. A estas asambleas locales, se suma la coordinación en el ámbito supramunicipal, que sirve para trasladar las decisiones tomadas en otros comités del territorio circundante. Finalmente, estas asambleas territoriales se coordinan a través de una coordinadora nacional, mediante dos delegados (un hombre y una mujer o dos mujeres) elegidos por la propia asamblea, donde se trasladan las iniciativas que afectan a todo el territorio.

## Historia

### Nacimiento

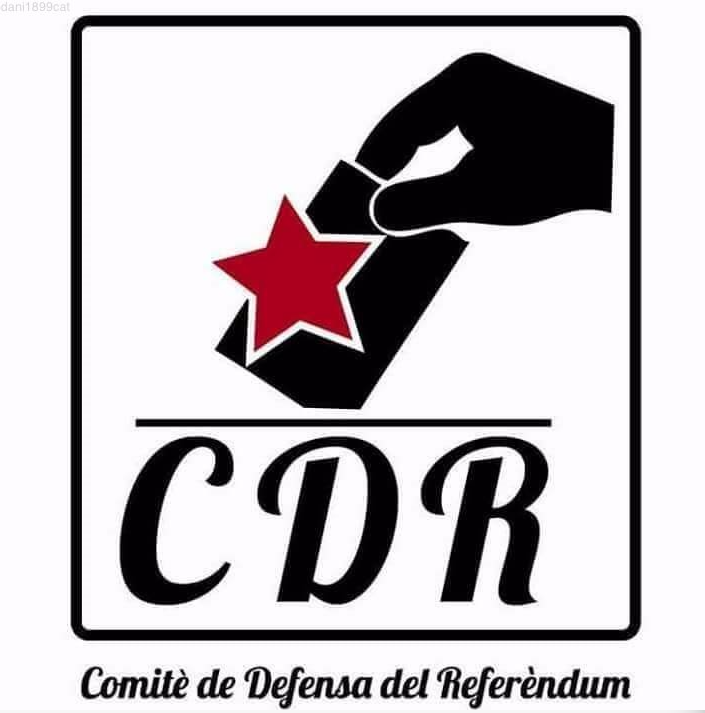
El primer logo del CDR en referencia al referéndum no avalado por el gobierno español.

En meses previos al referéndum de independencia del 1 de octubre (1-O), comenzaron a surgir los autodenominados «Comités de Defensa del Referéndum» (CDR) o «Comités de Defensa del Barrio» (CDB) con el fin de garantizar el referéndum, que había sido suspendido por el Tribunal Constitucional. A principios de junio de 2017, un grupo de ciudadanos del Alto Panadés presentaron en Villafranca del Panadés uno de los primeros CDR con el objetivo de «movilizar el máximo de gente posible en la defensa del ejercicio del derecho de autodeterminación».
Durante los días previos al referéndum, varias organizaciones de la izquierda independentista catalana llamaron a participar en los CDR. Entre ellas la Candidatura de Unidad Popular, Endavant, Arran, el Sindicato de Estudiantes de los Países Catalanes y la Coordinadora Obrera Sindical, aunque también miembros de otras organizaciones, como la Asamblea Nacional Catalana, Òmnium Cultural, Partido Demócrata Europeo Catalán, ERC, militantes libertarios, entre otros.
La estrategia adoptada por los CDR para intentar garantizar el desarrollo del referéndum consistió en llamar a la ocupación de los colegios electorales desde el viernes 29 de septiembre hasta el domingo 1 de octubre. El objetivo era impedir su cierre y precintado durante el fin de semana y el desalojo durante el día del referéndum. Según la Delegación del Gobierno en Cataluña, el sábado 30 había 162 colegios electorales ocupados.
En los días posteriores al referéndum, los «Comités de Defensa del Referéndum» fueron cambiando gradualmente su nombre a «Comités de Defensa de la República».

### Octubre de 2017
Los CDR participaron en la jornada huelga general del 3 de octubre de 2017.
El 14 de octubre de 2017 tuvo lugar la primera reunión supramunicipal de los CDR en el casal Can Capablanca de Sabadell. Según un portavoz acudieron un total de unas 200 personas en representación de 90 CDR locales con el objetivo de comenzar a organizar una coordinación de todos los CDR y acordaron una siguiente reunión el 21 de octubre en Igualada. Tras la finalización emitieron el siguiente comunicado:

Reunidas en Sabadell miembros de un centenar de los ‘Comitès de Defensa del Referèndum’ de todo el territorio, después de estas jornadas históricas en que los vecinos organizados han conseguido hacer efectivo el derecho de autodeterminación de nuestro pueblo a pesar de la represión del Estado, nos proponemos avanzar para organizarnos en red a nivel supramunicipal.

Ante la inminente aplicación del artículo 155 o si se producen detenciones, mientras continuamos fortaleciendo la organización popular desde abajo impulsaremos y nos sumaremos a las movilizaciones en la calle para defender la voluntad popular, contra la represión y por la retirada de las fuerzas de ocupación de nuestro  territorio.
Comunicado de la primera reunión de los CDR, Sabadell, 14 de octubre de 2017

La semana siguiente, el 21 de octubre, se organizó una nueva asamblea en Igualada con representantes de más de 100 CDR municipales y de barrios, que decidió que debía haber coordinación a nivel comarcal y "nacional" creando una mínima estructura técnica para organizar los encuentros a nivel nacional , servir de herramienta comunicativa interna entre los distintos CDR y tener capacidad de convocar autónomamente acciones a nivel nacional, sin especificar qué tipo de acciones.
El 4 de noviembre tuvo lugar el cuarto encuentro de los CDR en Manlleu. Según el comunicado emitido, asistieron representantes de 172 comités y dieron por concluido el proceso de creación de la coordinadora nacional, ya bajo el nombre de «Comités de Defensa de la República». Exigieron la liberación de aquellos que consideran presos políticos y llamaron a la participación en las siguientes movilizaciones y huelgas.

### Causas judiciales y detenciones
El 2 de abril de 2018, la Fiscalía de la Audiencia Nacional informó de que impulsaba «investigaciones penales de todo tipo» sobre las actuaciones de los CDR.

#### Operacióncadera
El día 10 de abril de 2018, la Guardia Civil intentó detener en el marco de la "operación cadera" a dos personas  acusadas de rebelión y terrorismo, aunque una de ellas consiguió escapar. La persona detenida fue trasladada a Madrid por orden de la Audiencia Nacional. Posteriormente, las acusaciones de terrorismo y rebelión fueron desestimadas y rebajadas a desórdenes públicos, de las que finalmente fue absuelta.  Adicionalmente, los Mozos de Escuadra detuvieron hasta 6 personas acusadas de atentado contra la autoridad, desórdenes públicos y desobediencia. Éstas quedaron en libertad con cargos a lo largo de la mañana, después de declarar.

#### OperaciónJudas
El 23 de septiembre de 2019, la Guardia Civil detuvo en la provincia de Barcelona, a 9 miembros de los CDR. Los detenidos eran investigados desde hacía más de un año y les fueron imputados en un principio delitos de terrorismo, rebelión y tenencia de explosivos. Según la fiscalía de la Audiencia Nacional, planeaban atentados con explosivos como reacción a la sentencia del juicio del procés, por lo que 7 de ellos fueron acusados por el juez Manuel García-Castellón de pertenencia a organización terrorista, fabricación y tenencia de explosivos y conspiración para causar estragos; al ser decretada prisión incondicional para los sospechosos, estos fueron trasladados a la prisión de Soto del Real.
Durante el interrogatorio, dos de los detenidos reconocieron la compra y manipulación de sustancias explosivas destinadas a preparar artefactos para llevar a cabo sabotajes. El tribunal de la Audiencia Nacional ha considerado que las sustancias precursoras que utilizaron estos dos investigados "no son en sí mismas explosivos".
En noviembre de 2019 la Guardia Civil intervino varios bidones de gasolina y numerosos artefactos pirotécnicos junto a diversas herramientas y detuvo a los miembros del "Equipo de Respuesta Táctica" (facción más radical de los CDR) que habían adquirido dichos materiales y que, entre otros objetivos, estarían destinados a distintas casas cuartel de la Guardia Civil.
A partir del 20 de diciembre se fueron decretando libertad con fianzas de entre 5.000 y 10.000 euros para los acusados, ya que la propia investigación cuestionaba que las sustancias encontradas pudieran considerarse explosivos. Finalmente, los dos últimos detenidos fueron liberados con cargos bajo fianza el día 10 de enero de 2020.
El 3 de noviembre de 2023 comenzó en la Audiencia Nacional el juicio contra 12 de ellos acusados de pertenencia a organización terrorista y tenencia de explosivos.

#### Otras denuncias
En octubre de 2019 la Asamblea de Madrid -tras una propuesta de Vox apoyada por Ciudadanos y el Partido Popular- se aprobó una  Proposición No de Ley con el objetivo de instar a la Unión Europea a inscribir en la lista de organizaciones criminales y terroristas a los CDR.

## Movilizaciones

### 8 de noviembre de 2017
Los «Comités de Defensa de la República» participaron en la difusión y coordinación de diversas movilizaciones durante la huelga general catalana del 8 de noviembre de 2017, tratando de colapsar mediante piquetes los accesos a las ciudades.
A primera hora de la mañana los CDR cortaron varias autopistas y carreteras. Los cortes más importantes se realizaron en la AP-7 a la altura de Borrassá (provincia de Gerona), cerca del peaje de Figueras, con el objetivo de bloquear indefinidamente la frontera. Finalmente se mantuvo hasta que los Mozos y la Policía Nacional llegaron a las 22:00 horas aproximadamente. También cortaron el acceso al Puerto de Tarragona, la Nacional II y la C-32 a la altura de Vilasar de Mar, la A-2 en Ódena y San Juan Despí, la C-58 a la altura de Sabadell, la B-140 en Mollet del Vallés y, la C-16 en Sallent y San Cugat del Vallés, la C-17 en Aiguafreda, la C-25 en Vich, Artés y Manresa, la AP-7 entre Llinás del Vallés y Cardedeu, y la carretera entre Puigcerdá y Francia.

### 23-25 de febrero de 2018
Unas 150 personas se encadenaron y bloquearon el acceso a las puertas del Palacio de Justicia de Barcelona el 23 de febrero. Durante el desalojo por parte de los Mozos, 14 personas fueron detenidas bajo los cargos de resistencia y desórdenes públicos, y en dos de ellas, adicionalmente, atentado a la autoridad. Tras pasar la noche en la comisaría de Travessera de les Corts de Barcelona, los detenidos declararon ante el juez y posteriormente fueron dejados en libertades con cargos.
El día 25 de febrero, en el marco del Mobile World Congress y la cena innaugural, los CDR convocaron manifestaciones en Barcelona para protestar por el posicionamiento del Rey de España Felipe VI tras las cargas del 1 de octubre. El SEM informó que 19 personas tuvieron que ser atendidas debido a las cargas policiales. Una persona fue detenida, acusada de atentar contra un agente de la autoridad.

### 27 de marzo de 2018
Después de tres días de protestas en las calles por los encarcelamiento de los miembros del Gobierno y la detención del Presidente de la Generalidad Carles Puigdemont, los CDR convocaron para el día 27 de marzo, cortes en las principales carreteras que conectan Cataluña con territorios vecinos.
El corte que movilizó más personas, unas 2.000 personas, fue a la altura de Figueras, cerrando la circulación en la frontera con Francia. A media mañana, agentes antidisturbios de los Mozos desalojaron a los concentrados, lo cual, según comunicaron los CDR, acabó con dos personas heridas. Una vez desalojada la autopista, los manifestantes se dirigieron a la N-II en Llers y cortaron su tráfico durante más de una hora y media hora hasta que, de nuevo, los Mozos les desalojaron. Hubo otros cortes de carreteras en Las Casas de Alcanar, en la autovía A-2 y en las Avenida Diagonal, y Meridiana de Barcelona..

### 29 de septiembre y 1 de octubre de 2018
El 29 de septiembre los CDR se concentraron en Barcelona para impedir una manifestación autorizada de policías y guardias civiles. Algunos individuos independentistas llegaron a agredir físicamente a los manifestantes. Los Mozos de Escuadra intervinieron para contener y dispersar a los CDR, produciéndose seis heridos. Por la tarde tanto las CUP como el Partido Popular pidieron la dimisión del consejero de Interior de la Generalidad, Miquel Buch, por motivos opuestos.
El 1 de octubre de 2018, los partidos y organizaciones independentistas organizaron actos en conmemoración del referéndum del año anterior. Por la mañana, el presidente de la Generalidad, Quim Torra, se dirigió a los CDR pidiéndoles "Apretad, hacéis bien en apretar". A pesar de ello, el CDR de Barcelona pidió la dimisión de Torra debido a lo que ellos consideraban excesos policiales del 29 de septiembre. Por su parte, Ciudadanos llamó a Torra "indigno" y "cabecilla" de los CDR por sus declaraciones de la mañana mientras que el Partido Popular acusó al President de estar apoyando la "kale borroka" de los CDR.
Por la tarde-noche, al finalizar la manifestación independentista oficial, grupos de radicales trataron de acceder a una comisaría de la Policía Nacional y al Parlamento de Cataluña. Los Mozos de Escuadra cargaron contra ambos grupos con material antidisturbios y los dispersaron.

### 21 de diciembre de 2018
El 21 de diciembre, aniversario de las elecciones autonómicas, se celebró un Consejo de Ministros en Barcelona; previa reunión en la víspera con una parte del Govern. Como protesta los CDR convocaron manifestaciones y realizaron cortes en las principales carreteras de Cataluña. En la capital catalana se produjeron altercados y cargas policiales que se saldaron con 77 heridos (35 Mozos de Escuadra) y 13 personas detenidas. El herido de mayor gravedad fue un joven manifestante al que se le tuvo que extirpar un testículo. Además, el periodista Cake Minuesa resultó agredido por un miembro de los CDR durante la manifestación en Vía Layetana, causándole una fractura en el tabique nasal.